# 利基市场
利基市场（英語：niche market）也稱利益市場、小眾市場，是指由已有市場佔有率絕對優勢的企业所忽略之某些細分市場，并且在此市场尚未完善供應服务。一般由較小的產品市場並具有持續發展的潛力中，一些需要但尚未被滿足的族群消費者所組成。為了满足特定的市场需求，价格区间與產品質量，針對细分後的产品进入这个小型市场且有盈利的基础。企業根據自身所特有的資源優勢，經由專業化的經營將品牌意識灌輸到該特定消費者族群中，逐漸形成該族群的領導品牌，來佔領這些市場，從而最大限度的獲取收益所採取之競爭戰略。
「利基」一词是英語的音译，原指小生境。20世紀80年代，美國商學院的學者們開始將這一詞引入市場營銷領域。